# Dicranoloma leucophyllum
Dicranoloma leucophyllum là một loài Rêu trong họ Dicranaceae. Loài này được (Hampe ex Sande Lac.) Paris mô tả khoa học đầu tiên năm 1904.